# John Panozzo
John Anthony Panozzo (* 20. září 1948 Chicago, Illinois, USA † 16. července 1996 Chicago) byl americký hudebník, známý jako bubeník skupiny Styx.

## Mládí a kariéra
Vyrůstal v Chicagu ve čtvrti Roseland spolu se svým bratrem – dvojčetem Chuckem Panozzem. Ve věku sedmi let začali bratři brát hodiny hudby od svého strýce a John se rozhodl pro bicí. Navštěvovali Katolickou školu a hráli tam v tříčlenné skupině, kde John hrál na bicí a Chuck na kytaru. Od dvanácti let hrávali na svatbách za 15 dolarů pro každého.
V roce 1961 založili John, Chuck a jejich soused Dennis DeYoung skupinu The Tradewinds, ve které John hrál na bicí, Chuck na kytaru a Dennis zpíval a hrál na akordeon. Hráli na akcích v lokálních barech a začínali získávat popularitu jako garážová skupina jižní čtvrti. V roce 1968 Chuck přešel na baskytaru, do skupiny přišli kytarista/zpěvák James "J.Y." Young a John Curulewski a název skupiny se změnil na TW4. Po podepsání smlouvy s Wooden Nickel Records změnili název na Styx.

## Nemoc a smrt
Roky intenzivního pití si začaly vybírat svou daň na jeho játrech. V polovině 90. let, kdy se Styx vydali na jejich první turné s klasickou sestavou z roku 1983, začal bojovat s cirhozou jater, následně krvácel do trávicí soustavy a zemřel na vnitřní krvácení a cirhozu jater ve věku 47 let.

## Pocta
Skupina Styx věnovala jeho památce turné roku 1996 Return to Paradise a Tommy Shaw, který dříve nahradil Curulewského, napsal píseň "Dear John" na počest jejich kamaráda a bubeníka.

## Nástroje
Panozzo používal v začátcích bicí soupravu značky Premier , později, koncem roku 1978, přešel na značku Tama. Používal činely značky Zildjian.

## Diskografie

### Studiová alba
- 1972 Styx
- 1973 Styx II
- 1973 The Serpent Is Rising
- 1974 Man of Miracles
- 1975 Equinox
- 1976 Crystal Ball
- 1977 The Grand Illusion
- 1978 Pieces of Eight
- 1979 Cornerstone
- 1981 Paradise Theater
- 1983 Kilroy Was Here
- 1990 Edge of the Century

### Kompilace
- 1995 Styx Greatest Hits
- 1996 Styx Greatest Hits Part 2
- 2000 Extended Versions
- 2002 20th Century Masters
- 2004 Come Sail Away - The Styx Anthology
- 2005 The Complete Wooden Nickel Recordings
- 2006 Styx Gold (reedice alba Come Sail Away - The Styx Anthology)